# گرتا ویان
گرتا ویان (فرانسوی: Greta Vaillant‎؛ ‏ ۱ ژانویهٔ ۱۹۴۲ – ۷ آوریل ۲۰۰۰) مؤلف و بازیگر اهل فرانسه بود. 
او کارش را با نقش‌آفرینی در فیلمی به کارگردانی پوپی آواتی و در کنار جانی کاوینا آغاز کرد و سپس در چندین کمدی سکسی سبک ایتالیایی ایفای نقش نمود. وی در سال ۱۹۹۲ نقش اصلی را در یک اثر تبلیغاتی به کارگردانی فدریکو فلینی داشت. او در سال ۲۰۰۰ رمانی به نام «غول شنی» نوشت و تنها چند هفته پس از انتشار آن در اثر سکته قلبی درگذشت.
از فیلم‌هایی که وی در آنها نقش داشته است می‌توان به همه می‌توانند پولدار شوند به‌جز فقرا، کانتربری شماره ۲ – داستان‌های عاشقانه جدید سده چهاردهم و خواهرزن کوچک اشاره کرد.